# Michael Billington
Pour les articles homonymes, voir Billington.
Michael Billington (né le 24 décembre 1941 à Blackburn, Lancashire, Angleterre et mort le 3 juin 2005 en Angleterre) est un acteur britannique. 

## Biographie
Michael Billington est connu pour avoir joué le rôle de Colonel Paul Foster dans la série science-fiction populaire UFO, alerte dans l'espace et aussi pour le rôle de Daniel Fogarty dans la série historique La Grande Aventure de James Onedin. 
Dans L'Espion qui m'aimait, il a joué Sergei Barsov, l'amant de l'agent XXX (Barbara Bach).
Il meurt d'un  cancer de l'œsophage le 3 juin 2005 à 63 ans.

## Filmographie

### Télévision
- 1970 : UFO, alerte dans l'espace (Série TV) : colonel Paul Foster
- 1971 : La Grande Aventure de James Onedin (The Onedin Line) de Cyril Abraham : Daniel Fogarty